# بیدامین
بیدامین، روستایی در بخش دوآب صمصامی از توابع شهرستان کوهرنگ در استان چهارمحال و بختیاری است.
مردم این روستا اکثر از طایفه بهداروند یا بختیاروند و ابلحسنی یا بلسنی هستند و از طوایف دیگر هم ب صورت پراکنده و کم سکونت دارند 

## جمعیت
این روستا در دهستان شهریاری قرار دارد و براساس سرشماری مرکز آمار ایران در سال ۱۳۸۵، جمعیت آن ۱۸۳ نفر (۴۰خانوار) بوده‌است.